# Liste der Monuments historiques in Velars-sur-Ouche
Die Liste der Monuments historiques in Velars-sur-Ouche führt die Monuments historiques in der französischen Gemeinde Velars-sur-Ouche auf.

## Liste der Immobilien
| Bezeichnung                | Beschreibung                                                                                      | Standort                  | Kennzeichnung | Schutzstatus | Datum | Bild           |
| -------------------------- | ------------------------------------------------------------------------------------------------- | ------------------------- | ------------- | ------------ | ----- | -------------- |
| Viaduc de Fin              | Eisenbahnbrücke, 1849; auch zu Fleurey-sur-Ouche                                                  | westlich des Ortes (Lage) | PA00112711    | Inscrit      | 1984  | weitere Bilder |
| Kapelle Notre-Dame-d’Etang | 1896 erbaut, mit dem Chorraum des Vorgängerbaus von 1435; mit einer monumentalen Madonnenskulptur | südlich des Ortes (Lage)  | PA21000007    | Inscrit      | 1996  | weitere Bilder |

## Liste der Objekte
| Bezeichnung                 | Beschreibung                                                                 | Standort                       | Kennzeichnung | Schutzstatus | Datum | Bild           |
| --------------------------- | ---------------------------------------------------------------------------- | ------------------------------ | ------------- | ------------ | ----- | -------------- |
| Skulptur Notre-Dame-d’Etang | Darstellung der Madonna mit Kind; Kalkstein, farbig gefasst, 12. Jahrhundert | in der Kirche St-Blaise (Lage) | PM21002436    | Classé       | 1925  | weitere Bilder |
| Pyxis                       | Kupfer, 13. Jahrhundert                                                      | in der Kirche St-Blaise (Lage) | PM21002437    | Classé       | 1975  |                |